# I. e. 262
Évszázadok: i. e. 4. század – i. e. 3. század – i. e. 2. század
Évtizedek: i. e. 310-es évek – i. e. 300-as évek – i. e. 290-es évek – i. e. 280-as évek – i. e. 270-es évek – i. e. 260-as évek – i. e. 250-es évek – i. e. 240-es évek – i. e. 230-as évek – i. e. 220-as évek – i. e. 210-es évek
Évek: i. e. 267 – i. e. 266 – i. e. 265 – i. e. 264 –  i. e. 263 – i. e. 262 – i. e. 261 – i. e. 260 – i. e. 259 – i. e. 258 – i. e. 257

## Események

### Hellenisztikus birodalmak
- Hosszas ostrom után Athén megadja magát II. Antigonosznak, aki makedón helyőrséget helyez el benne és megtiltja hogy háborúkban vegyen részt, de egyébiránt meghagyja intellektuális szabadságát.
- A megalopoliszi Arisztodémosz ellen vívott csatában elesik Akrotatosz spártai király.
- Meghal Kitioni Zénón, sztoikus iskolájának vezetését Kleanthész veszi át.
- I. Antiokhosz szeleukida király hadsereget küld a függetlenedő Pergamon ellen, de Szardeisz mellett vereséget szenved.

### Itália
- Rómában Lucius Postumius Megellust és Quintus Mamilius Vitulust választják consulnak.
- Mindkét consuli sereg - összesen négy légió - Szicíliába vonul, ahol ostrom alá veszik a Hannibal Gisco által védett Akragaszt (Agrigentumot). Néhány hónappal később megérkezik a karthágói erősítés Hanno parancsnoksága alatt és elpusztítják a rómaiak utánpótlását. Az agrigentumi csatát azonban a rómaiak nyerik, akik elfoglalják és kifosztják a várost, görög lakóit pedig eladják rabszolgának.

### Kína
- Megkezdődik a három évig tartó csangpingi csata Csin és Csao államok között.

## Halálozások
- Akrotatosz, spártai király
- Kitioni Zénón, görög filozófus
- Philémón, görög költő

## Fordítás
- Ez a szócikk részben vagy egészben  a(z)   262 BC című angol Wikipédia-szócikk ezen változatának fordításán alapul.  Az eredeti cikk szerkesztőit annak laptörténete sorolja fel. Ez a jelzés csupán a megfogalmazás eredetét és a szerzői jogokat jelzi, nem szolgál a cikkben szereplő információk forrásmegjelöléseként.